# Omšenie
Omšenie (in tedesco Mischen o Mißen, in ungherese Nagysziklás) è un comune della Slovacchia facente parte del distretto di Trenčín, nella regione omonima.
È citato per la prima volta in un documento storico nel 1332 quando venne ceduta dai nobili Bossány ai Baraczkay.